# هندبوک شیمی و فیزیک سی‌آرسی
دستنامه (هندبوک) شیمی و فیزیک سی‌آرسی (به انگلیسی: CRC Handbook of Chemistry and Physics) دستنامه‌ایست در رابطه با مفاهیم شیمی و فیزیک که برای اولین بار در سال  ۱۹۱۳ میلادی منتشر شد.این کتاب توسط انتشارات سی‌آرسی منتشر می‌شود. در حال حاضر (مارس ۲۰۱۸)، این کتاب در ویرایش ۹۸م خود به سر می‌برد.